# Repórter Visual
O Repórter Visual foi um jornal brasileiro da TV Brasil voltado para deficientes auditivos. O programa era exibido em Língua Brasileira de Sinais (LIBRAS) e considerado o primeiro programa jornalístico diário criado para levar informação à comunidade de Surdos, estimada em nove milhões de brasileiros. 

## O Programa
Ele exibia reportagens sobre acessibilidade, notícias do Brasil e do Mundo traduzidos para a Língua Brasileira de Sinais. O programa tinha o formato de uma revista eletrônica e semanalmente realizava entrevistas com pessoas com deficiência e profissionais da área. O objetivo era ampliar o acesso desses cidadãos aos meios de comunicação e mostrar o espaço que esse público ocupa na sociedade. Assim, além de cumprir o papel de informar, o programa é hoje uma referência para a comunidade de Surdos.

## Fases do Programa
O programa teve sua primeira fase de 15 de novembro de 1993 a 25 de dezembro de 1998. Sua segunda fase começa a partir de 5 de maio de 2003 e vai até o dia 14 de janeiro de 2004. Ele retorna em sua terceira fase em 26 de junho de 2006 e fica até 18 de maio de 2009. Começou a fase atual em 4 de outubro de 2010 e permanece no ar até hoje.
Em 3 de junho de 2013, foi eliminada a palavra 'Jornal' do nome e acrescida a palavra 'Repórter' e, por isso, ficou com o nome de Repórter Visual.